# لاديسلاف شفارك
لاديسلاف شفارك مواليد 13 نوفمبر 1978 في براتيسلافا، هو لاعب كرة مضرب سلوفاكي سابق بدأ مسيرته كمحترف سنة 1997 وكان يلعب باليد اليمنى. أعلى تصنيف له في الفردي كان المركز الـ 218 في سنة 2002.

## النهائيات

### الفردي: (1)
| الرقم | السنة | الدورة         | الأرضية | المنافس في النهائي | النتيجة في النهائي |
| ----- | ----- | -------------- | ------- | ------------------ | ------------------ |
| 1.    | 2004  | سارانسك, روسيا | ترابية  | ستفان ووترز        | 6–2, 6–7(4), 6–0   |

## روابط خارجية
- لاديسلاف شفارك على موقع رابطة محترفي التنس (الإنجليزية)
- لاديسلاف شفارك على موقع الاتحاد الدولي لكرة المضرب (الإنجليزية)
- لاديسلاف شفارك على موقع خلاصة التنس.كوم (الإنجليزية)